# Cyclopodia ligula
Cyclopodia ligula är en tvåvingeart som beskrevs av Maa 1966. Cyclopodia ligula ingår i släktet Cyclopodia och familjen lusflugor. Inga underarter finns listade i Catalogue of Life.